# Gilbert Hotel
Gilbert Hotel — сборник акустических композиций Пола Гилберта, выпущенный в 2003 году. Данный диск прилагался бонусом к компиляции Paul the Young Dude/The Best of Paul Gilbert.

## Список композиций
Все песни написаны Полом Гилбертом, кроме отмеченных особо.
1. «Three Times Rana» — 3:36
2. «Black Rain Cloud» — 3:56
3. «Escalator Music» (Instrumental) — 1:26
4. «Lay Off the Morphine» — 2:54
5. «N.F.R.O.» (Instrumental) — 0:56 (И. С. Бах)
6. «Older Guy» — 2:49
7. «The Lamb Lies Down On Broadway» (Genesis cover) — 4:56
8. «Time to Let You Go» — 3:17 (Enuff Z'nuff cover)
9. «W.T.R.O.» (Instrumental) — 2:56 (И. С. Бах)
10. «Universal» — 2:24

«N.F.R.O.» — Вариация Гольдберга № 5, аранжированная для акустической гитары. 

«W.T.R.O.» — прелюдия До-мажор из сборника «Хорошо темперированный клавир».

## Участники записи
- Пол Гилберт — вокал, гитара

## Продюсирование
- Продюсирование — Пол Гилберт
- Сведение и звук — Том Сайз